# بطحيش الرمال البيضاء
بطحيش تولاروسي (الاسم العلمي: Cyprinodon tularosa) (بالإنجليزية: White Sands pupfish)‏ هو نوع من الأسماك يتبع جنس البطحيش من الفصيلة البطحيشية.